# Грузько-Зорянська селищна рада
Грузько-Зорянська се́лищна ра́да — орган місцевого самоврядування у складі Гірницького району Макіївки Донецької області. Адміністративний центр — селище міського типу Грузько-Зорянське.

## Загальні відомості
- Населення ради: 5508 осіб (станом на 2001 рік)

## Населені пункти
Селищній раді підпорядковані населені пункти:
- смт Грузько-Зорянське
- смт Високе
- смт Грузько-Ломівка
- смт Межове
- с-ще Холмисте
- смт Маяк

## Склад ради
Рада складається з 30 депутатів та голови.
- Голова ради: Уварова Олена Миколаївна

### Депутати
За результатами місцевих виборів 2010 року депутатами ради стали:

#### За суб'єктами висування
| Суб'єкт висування | Кількість обраних депутатів | %    |
| ----------------- | --------------------------- | ---- |
| Партія регіонів   | 29                          | 96,7 |
| Самовисування     | 1                           | 3,3  |

#### За округами
| № округу        | Прізвище, ім'я, по батькові      | Дата визнання обраним | Освіта                    | Партійна приналежність | Відомості про обраного депутата                                      |
| --------------- | -------------------------------- | --------------------- | ------------------------- | ---------------------- | -------------------------------------------------------------------- |
| Партія регіонів |                                  |                       |                           |                        |                                                                      |
| 1               | Бороздін Віктор Іванович         | 04.11.2010            | Освіта середня            | член Партії регіонів   | ТОВ «Грузьке», директор                                              |
| 2               | Іванова Ганна Володимирівна      | 04.11.2010            | Освіта вища               | позапартійна           | приватний підприємець                                                |
| 3               | Фількова Валентина Іванівна      | 04.11.2010            | Освіта середня            | позапартійна           | тимчасово не працює                                                  |
| 4               | Чистякова Наталія Миколаївна     | 04.11.2010            | Освіта середня            | член Партії регіонів   | продавець                                                            |
| 5               | Усенок Неля Миколаївна           | 04.11.2010            | Освіта середня            | член Партії регіонів   | тимчасово не працює                                                  |
| 6               | Карпенко Володимир Олександрович | 04.11.2010            | Освіта середня            | член Партії регіонів   | тимчасово не працює                                                  |
| 7               | Немерюк Людмила Олексіївна       | 04.11.2010            | Освіта середня спеціальна | член Партії регіонів   | пенсіонер                                                            |
| 8               | Коломійцев Віктор Іванович       | 04.11.2010            | Освіта середня            | член Партії регіонів   | пенсіонер                                                            |
| 9               | Солодовник Сергій Васильович     | 04.11.2010            | Освіта середня            | позапартійний          | пенсіонер                                                            |
| 10              | Бікмухамедов Фарід Газизович     | 04.11.2010            | Освіта вища               | член Партії регіонів   | пенсіонер                                                            |
| 11              | Тищенко Геннадій Якович          | 04.11.2010            | Освіта вища               | член Партії регіонів   | ВП «Шахти Холодна Балка» ДП «Макіїввугілля», підземний електрослюсар |
| 12              | Османова Наталія Іванівна        | 04.11.2010            | Освіта середня            | позапартійна           | тимчасово не працює                                                  |
| 13              | Філоненко Лідія Юхимівна         | 04.11.2010            | Освіта вища               | член Партії регіонів   | КП «Макіївський міськводоканал», інспектор                           |
| 15              | Данчев Віктор Вікторович         | 04.11.2010            | Освіта середня            | член Партії регіонів   | пенсіонер                                                            |
| 16              | Подвальний Михайло Миколайович   | 04.11.2010            | Освіта середня            | позапартійний          | ПП «Галина», механізатор                                             |
| 17              | Пархоменко Тетяна Миколаївна     | 04.11.2010            | Освіта вища               | член Партії регіонів   | КУМ «Міська лікарня № 4», медсестра                                  |
| 18              | Чемерис Сергій Григорович        | 04.11.2010            | Освіта середня спеціальна | член Партії регіонів   | ВП «Шахти Холодна Балка» ДП «Макіїввугілля», прохідник               |
| 19              | Граков Сергій Олександрович      | 04.11.2010            | Освіта середня            | член Партії регіонів   | пенсіонер                                                            |
| 20              | Болховітіна Тетяна Павлівна      | 04.11.2010            | Освіта вища               | член Партії регіонів   | Грузько-Зорянська селищна рада, секретар                             |
| 21              | Федотова Ірина Миколаївна        | 13.01.2014            | Освіта середня            | член Партії регіонів   | Грузько-Зорянська селищна рада, прибиральниця                        |
| 22              | Ткач Сергій Андрійович           | 04.11.2010            | Освіта середня            | член Партії регіонів   | ПЧ-18 Мушкетівського відділення дистанції дороги, бригадир           |
| 23              | Заболоцька Валентина Василівна   | 04.11.2010            | Освіта вища               | член Партії регіонів   | дитячий садок № 94, завідувачка                                      |
| 24              | Брігеда Марія Миколаївна         | 04.11.2010            | Освіта середня            | член Партії регіонів   | пенсіонер                                                            |
| 25              | Дремова Людмила Миколаївна       | 04.11.2010            | Освіта середня            | член Партії регіонів   | пенсіонер                                                            |
| 26              | Уваров Юрій Іванович             | 04.11.2010            | Освіта вища               | позапартійний          | приватний підприємець                                                |
| 27              | Кошелев Іван Авер'янович         | 04.11.2010            | Освіта середня            | позапартійний          | пенсіонер                                                            |
| 28              | Остроушко Роман Леонідович       | 04.11.2010            | Освіта вища               | член Партії регіонів   | фермерське господарство «Дмитро», голова                             |
| 29              | Глушко Віктор Маркович           | 04.11.2010            | Освіта середня            | позапартійний          | пенсіонер                                                            |
| 30              | Перчун Носіма Хатипівна          | 04.11.2010            | Освіта вища               | член Партії регіонів   | дитячий садок № 129, завідувачка господарства                        |
| Самовисування   |                                  |                       |                           |                        |                                                                      |
| 14              | Яський Владислав Анатолійович    | 25.05.2014            | Освіта середня            | позапартійний          | тимчасово не працює                                                  |